# 乾宁狼尾草
乾宁狼尾草（学名：Pennisetum qianningense）为禾本科狼尾草属下的一个种。

## 扩展阅读
- 維基物種上的相關：乾宁狼尾草